# Musée de l'uniforme d'Hermenches
 (septembre 2012).
Le musée de l'uniforme est un musée de Suisse situé dans la commune vaudoise d'Hermenches et dédié aux uniformes.

## Histoire
Le conservateur du musée, Georges Bulloz, rassemble des uniformes depuis près de 40 ans, qu'il expose dans une annexe de sa maison. Il trouve tout d'abord un premier uniforme de 1898 abandonné qu'il récupère. Il s'ensuit alors une recherche plus active d'uniforme jusqu'à ce qu'il en rassemble suffisamment pour créer son propre musée. La collection n'est subventionnée par aucun fond et le musée vit de façon indépendante. En 2012, le musée est primé par le conseil d'État et reçoit le prix du patrimoine.

## Exposition
Le musée expose une collection permanente d'uniformes suisses, civils et militaires, mais aussi quelques uniformes d'autres pays. Le musée couvre une période allant de 1850 à 1950,. Les uniformes civils sont ceux des gendarmeries cantonales, des polices municipales vaudoises, des pompiers, des PTT, des CFF et des autres compagnies de chemins de fer privées ainsi que des huissiers cantonaux et fédéraux, des collégiens/gymnasiens ou encore des ambassadeurs et des fanfares,. Les uniformes militaires sont ceux de l'armée suisse ainsi que certains de l'armée allemande ainsi que de l'armée française et d'autres pays. La collection comporte près de 4 600 uniformes avec près de 80 uniformes complets sur mannequins.